# Marco da Gagliano

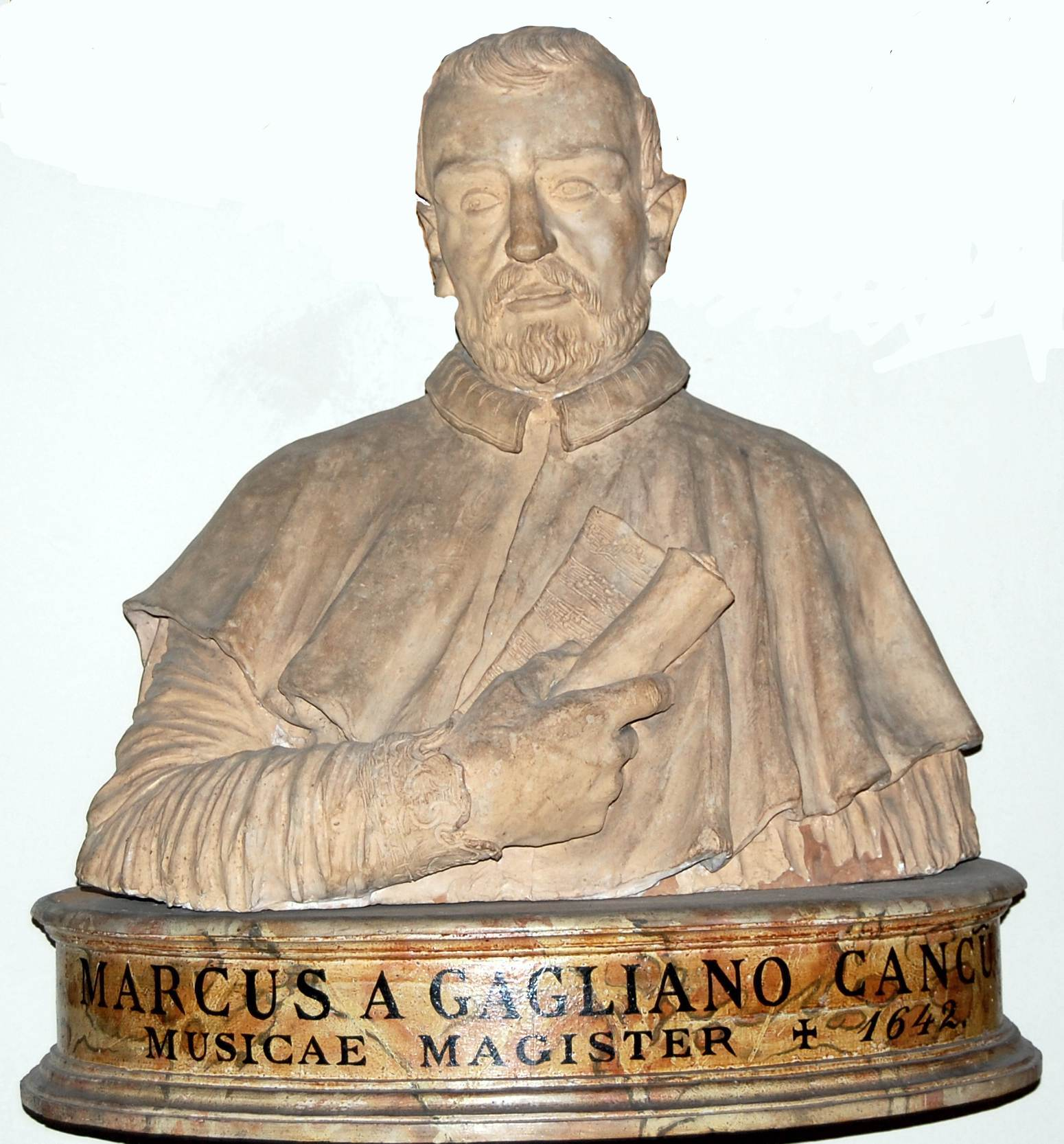
Marco da Gagliano

Marco da Gagliano, född 1575 i Gagliano i Toscana, död 1642 i Florens, var en italiensk tonsättare och en av de första operakompositörerna.
Gagliano grundade 1607 Accademia degl' elevati och blev 1608 kanonikus och kapellmästare vid Lorenzokyrkan. 1611 blev han hovkapellmästare hos medicéern Cosimo II. Han uppförde 1608 operan La Dafne i Mantua, en opera som tidigare hade satts upp av Jacopo Peri och Giulio Caccini. Han komponerade ytterligare par operor, till exempel La Flora, samt bland annat 5-stämmiga madrigaler (1602-1617) och mässor.